# Fernand Gobet
Pour les articles homonymes, voir Gobet.
Fernand Gobet né le 12 février 1962 à Romont est un maître international d'échecs suisse et professeur de psychologie cognitive à l'université de Liverpool.

## Biographie
Il devient à 23 ans maître international d'échecs en 1985 après avoir été en 1981 champion suisse junior. En 1996, il remporte le championnat de Suisse par équipes avec Genève.  Il joue à trois reprises aux Olympiades d'échecs en 1982,1984 et 1988. En 1985 à Lucerne, il représente la Suisse lors du premier championnat du monde par équipes.
Son classement Elo est de 2386. En juillet 1983 et janvier 1989, il atteint son plus haut niveau avec un classement Elo de 2415. Il a été co-éditeur de la Revue suisse des échecs de 1981 à 1989.
Fernand Gobet est docteur en psychologie de l'université de Fribourg en 1992 avec une thèse sur Les mémoires d'un joueur d'échec. Il travaille ensuite à l'université Carnegie-Mellon de Pittsburgh, puis à l'université de Nottingham. Il est nommé professeur en psychologie cognitive à l'université Brunel en 2003. Depuis 2013, il est professeur de psychologie cognitive à l'université de Liverpool, où il mène des recherches dans les domaines des architectures cognitives, de la perception, de l'intuition, de la résolution de problèmes, de l'apprentissage et de la prise de décision combinant des méthodes expérimentales avec la modélisation numérique. Entre autres sujets, il étudie la psychologie des échecs et l'acquisition du langage chez les enfants. Il a développé l'architecture cognitive CHREST (en), acronyme de Chunk Hierarchy and Retrieval Structures, une architecture  qui simule des données sur la formation de concepts, l'apprentissage implicite, la mémoire pour les programmes informatiques, le jeu problématique et l'acquisition du vocabulaire et de la syntaxe.

## Publications
- Les mémoires d'un joueur d'échecs, Fribourg-Éditions Universitaires, 1993
- Psychologie du talent et de l'expertise, Éditions De Boeck, 2011
- Foundations of cognitive psychology. New York, NY: McGraw Hill, 2011
- Problem gambling: Cognition, prevention and treatment. London: Palgrave Macmillan, 2014
- Understanding expertise: A multidisciplinary approach. London: Palgrave, 2015